# کریستین هاریلا
کریستین هاریلا (انگلیسی: Kristin Harila؛ زادهٔ ۱۹۸۶) کوهنورد و اسکی‌باز صحرانوردی اهل نروژ است.
در ماه مه ۲۰۲۱، کریستین هاریلا رکورد جهانی سریع‌ترین زن صعودکننده به قله اورست و لوتسه در کمتر از دوازده ساعت را به نام خود ثبت کرد. او پس از موفقیت او در اکسپدیشن‌ها و صعود قله‌ها، چالشی را آغاز کرد که هدف آن صعود به همه ۱۴ قله بالای ۸۰۰۰ متر در مدت زمان کوتاه ۶ ماهه و تبدیل شدن به اولین زن در تاریخ و دومین فرد پس از نیرمال پورجا در انجام این کار بود. او در آستانه شکست رکورد زمانی نیرمال پورجا در صعود هر ۱۴ قله هشت هزار متری در یک فصل بود، ولی چون مقامات چینی اجازه او را برای صعود به چو ایو و شیشاپانگما رد کردند، موفق به انجام این کار نشد. کریستین هاریلا به هدف خود برای رسیدن به همه قله‌های ۸۰۰۰ متری در ۳ می ۲۰۲۳ پس از ۱ سال و ۵ روز دست یافت. او در حال حاضر در تلاش برای بهبود رکورد خود است. هدف نهایی او صعود به ۱۴ قله ۸۰۰۰ متری در کمتر از ۴ ماه است. او تا روز ۱۸ ژوئیه ۲۰۲۳ توانست ۳۰ قله ۸۰۰۰ متری را تنها در ۲۶ ماه صعود کند.
در ۲۷ ژوئیه ۲۰۲۳ کریستین هاریلا و تنجن (لاما) شرپا موفق شدند با صعود همه قله‌های ۸۰۰۰ متری در ۹۲ روز، رکورد جهانی جدید ثبت کنند. همچنین این دو، چندین رکورد از جمله صعود به ۲۶ قله هشت هزار متری در ۱ سال و ۳ ماه و همچنین سریع‌ترین صعود قله اورست و لوتسه توسط یک زن را در ۸ ساعت از خود به جا گذاشتند.

## صعودهای مهم

### ۲۰۱۵
- کلیمانجارو، تانزانیا. ۵٬۸۹۵ متر.

### ۲۰۱۹
- لبوچه شرقی، نپال. ۶٬۱۱۹ متر.
- دهالاگیری ۷ (پوتا هیونچولی)، نپال. ۷٬۲۴۶ متر.

### ۲۰۲۰
- آکونکاگوا، آرژانتین. ۶٬۹۶۱متر.
- کو آدولفو کاله، آرژانتین. ۴٬۲۷۰ متر.
- پیکو والکیتوس، آرژانتین. ۵٬۳۷۰ متر.

### ۲۰۲۱
- کوه اورست، نپال. ۸٬۸۴۸ متر – ۲۳ مه ۲۰۲۱
- لهوتسه، نپال. ۸٬۵۱۶ متر – ۲۳ مه ۲۰۲۱ – رکورد جهانی سریع‌ترین زن از قله اورست تا قله لوتسه، ۱۲ ساعت.
- آیلند پیک، نپال. ۶٬۱۸۹ متر.
- آما دابلام، نپال. ۶٬۸۱۲ متر.

### ۲۰۲۲
- آناپورنا –۲۸ آوریل ۲۰۲۲.
- دهالاگیری – ۸ مه ۲۰۲۲.
- کانگچنجونگا – ۱۴ مه ۲۰۲۲.
- کوه اورست – ۲۲ مه ۲۰۲۲.
- لهوتسه – ۲۲ مه ۲۰۲۲ – رکورد جهانی سریع‌ترین زن از قله اورست تا قله لوتسه، ۹ ساعت و ۵ دقیقه.
- ماکالو – ۲۷ مه.[۱]
- نانگا پاربات – ۱ ژوئیه ۲۰۲۲.
- کی۲ – ۲۲ ژوئیه.[۲]
- برود پیک – ۲۸ ژوئیه ۲۰۲۲.
- گاشربروم ۲ – ۸ اوت ۲۰۲۲.
- گاشربروم ۱ – ۱۱ اوت ۲۰۲۲.
- ماناسلو – ۲۲ سپتامبر ۲۰۲۲.[۳]

### ۲۰۲۳
- شیشاپانگما – ۲۶ آوریل ۲۰۲۳.[۴]
- چو ایو – ۳ مه ۲۰۲۳[۵]
- ماکالو – ۱۳ مه ۲۰۲۳[۶][۷]
- کانگچنجونگا – ۱۸ مه ۲۰۲۳[۸][۹]
- اورست – ۲۳ مه ۲۰۲۳[۱۰]
- لهوتسه – ۲۳ مه ۲۰۲۳ – رکورد جهانی سریع‌ترین زن از قله اورست تا قله لوتسه، ۸ ساعت.[۱۰]
- دهالاگیری – ۲۹ مه ۲۰۲۳[۱۱]
- آناپورنا – ۵ ژوئن ۲۰۲۳[۱۲][۱۳]
- ماناسلو – ۱۰ ژوئن ۲۰۲۳[۱۴][۱۵]
- نانگا پاربات – ۲۶ ژوئن ۲۰۲۳[۱۶]
- گاشربروم ۲ – ۱۵ ژوئیه ۲۰۲۳[۱۷]
- گاشربروم ۱ – ۱۸ ژوئیه ۲۰۲۳[۱۸][۱۹]
- برودپیک – ۲۳ ژوئیه ۲۰۲۳
- کی۲ – ۲۷ ژوئیه ۲۰۲۳

## بحث‌ها و مناقشه‌ها
کریستین هاریلا در صعودهای خود از کپسول اکسیژن استفاده کرد و همچنین به حمایت شرپاها و استفاده از هلیکوپتر برای کمک به صعود خود متکی بود که این موارد در کوهنوردی حرفه‌ای محل مناقشه بوده‌است.
در ۹ ژوئن ۲۰۲۳، مینگما جی شرپا فیلمی از تیم هاریلا را به اشتراک گذاشت که نشان می‌داد آن‌ها از هلیکوپتر برای عبور از کمپ‌های ماناسلو استفاده می‌کنند. در حالی که هاریلا از کمپ اصلی ماناسلو بالا می‌رفت، شرپاها و هلیکوپترها را برای پرواز و آماده کردن مسیرهای صعود به خدمت گرفته بود. در نتیجه، هاریلا رکوردهایی را شکسته‌است که با استفاده از روش‌های کمکی بسیار کمتری ثبت شده‌اند. با این حال، بیشتر کوهنوردان از مسیرهای از پیش تعیین‌شده صعود می‌کنند، درست مانند مسیرهایی که تیم هاریلا از آن‌ها استفاده کرده بود.